# Сас Петро Михайлович
Петро Михайлович Сас (нар. 20 липня 1955, с. Ладижинські Хутори, Гайсинського району, Вінницької області) — український історик, доктор історичних наук, провідний вчений відділу історії НАН України, спеціалізується на дослідженнях історії України XVI—XVIII ст., заслужений діяч науки і техніки України. Лауреат Державної премії України в галузі науки і техніки.

## Біографія
В 1977 році закінчив історичний факультет Київського державного університету.
1977—1980 — учитель середньої школи м. Києва.
З 1980 — працює в відділі історії України середніх віків і раннього нового часу Інституту історії України НАН України.
Кандидатська дисертація «Соціально-економічне становище та адміністративний устрій міст України (кінець XV — 60-і рр. XVI ст.)» (1986). Докторська дисертація «Політична культура запорозького козацтва (кінець 16 — перша половина 17 ст.)» (1999).

## Нагороди
- Заслужений діяч науки і техніки України (16 травня 2013) — за вагомий особистий внесок у розвиток вітчизняної науки, зміцнення науково-технічного потенціалу України, багаторічну сумлінну працю та високий професіоналізм[1]
- Державна премія України в галузі науки і техніки 2014  року — за роботу «Історія української культури» у п'яти томах (у дев'яти книгах) (у складі колективу)[2]
- Травень 2013 — лауреат щорічної премії Президента України «Українська книжка року» у номінації «За сприяння у вихованні підростаючого покоління» за книгу «Хотинська битва 1621 — битва за центральну Європу» (видавництво «Балтія-Друк») у співавторстві з Генуте Керкіне[3].

## Основні праці
- Політико-правові засади воєнної служби запорожців та грошова винагорода їм за участь у Хотинській війні 1621 р. // УІЖ. — 2005. — № 6.
- Сас П. М. Політичний проект Северина Наливайка 1596 р. // Українська козацька держава: витоки та шляхи історичного розвитку: матеріали Четвертих Всеукраїнських історичних читань. — Київ-Черкаси, 1994. — С. 41-43.
- Посольство Війська Запорозького до московського царя Михайла Федоровича // УІЖ. — 2003. — № 4, 2004. — № 1.
- Козаки // Історія української культури: У 5 т. — Т. 3. — К., 2003.
- Історична думка // Історія української культури: У 5 т. — Т. 2. — К., 2001.
- Історія України XVI—XVIII століття: Навч. посіб. — Львів, 2001.
- Иафетовы правнуки // Родина. — 1999. — № 8.
- Політична культура українського суспільства (кінець XVI — перша половина XVII ст.): Навч. посіб. — К., 1998.
- Ціннісні орієнтації запорозького козацтва до Визвольної війни: «права», «свободи», «вольності» // Національно-визвольна війна українського народу середини XVII століття: політика, ідеологія, військове мистецтво. — К., 1998.
- Політична культура українського суспільства (кінець XVI — перша половина XVII ст.). — К., 1998.
- Феодальные города Украины в конце XV — 60-х годах XVI в. — К., 1989.
- Військові канцеляристи.
- Політична культура суспільства.
- Сас П. М. Артилерія у Хотинській битві 1621 р.